# سعدی حسنی
سعدی حسنی (زادهٔ ۱ اردیبهشت ۱۳۰۲ در وین – درگذشتهٔ ۲۶ آذر ۱۳۶۵، هامبورگ، آلمان) پژوهشگر موسیقی و موسیقی‌شناس ایرانی بود.

## زندگی هنری
سعدی حسنی در ۱ اردیبهشت ۱۳۰۲ متولد شد. در سال ۱۳۲۴ مدرک لیسانس خود را در رشته حقوق سیاسی از دانشگاه تهران دریافت کرد. از سال ۱۳۲۹ با دوره دوم مجله موسیقی که با «نام نامه موسیقی» منتشر می‌شد و «انجمن هنری جوانان» همکاری نزدیک داشت.
او به جهت ادامه تحصیلات خود در سال ۱۳۳۲ به اتریش مهاجرت نمود و موفق به اخذ دکترای حقوق از دانشکده علوم سیاسی وین شد. وی همزمان با تحصیل علوم سیاسی در دانشکده علوم موسیقی وین، به تحصیل موسیقی غرب پرداخت. پس از پایان تحصیلات و بازگشت به ایران، نخستین مقالات خود را در مجلۀ «سخن» به چاپ رساند و در سال ۱۳۳۳ مجموعه‌ای از نقدها و تفسیرهای او در کتابی با عنوان «هفت نغمه چنگ» منتشر شد.
او از موسیقی دانان تأثیرگذار برای شناساندن موسیقی هنری غرب به ایرانیان بوده‌است. وی در زمانی که هیچ کتابی در زمینه شناخت موسیقی هنری غرب در اختیار مردم ایران قرار نداشت و آثار موسیقی کلاسیک کمیاب بود، سال‌ها در رادیو تهران به تفسیر آثار آهنگسازان بزرگ جهان همراه با نمونه‌هایی از آثار آنان همت گماشت.
۲ کتاب مهم او، کتاب «تاریخ موسیقی (از رمانتیسم تا دوره معاصر)» و کتاب «تفسیر موسیقی» در دهه ۳۰ توسط انتشارات صفی علیشاه تهران منتشر شد و تا چند دهه پس از انتشار، همچنان از مهم‌ترین منابع نوشتاری فارسی دربارهٔ موسیقی غرب بودند.
در سال ۱۳۴۶ تالار رودکی تهران (تالار وحدت) گشوده شد و سعدی حسنی به عنوان نخستین مدیر عامل آن برگزیده شد. او در سال ۱۳۵۱ «انجمن ژونس موزیکال ایران» (جوانان دوستدار موسیقی) را بنا نهاد. این انجمن با همراهی بسیاری از نوازندگان، کنسرت‌های موسیقی کلاسیک ایران و غرب را در شهرهای مختلف اجرا نمود. وی همچنین از سال ۱۳۵۲ چهارمین دوره مجله موسیقی را با نام «نشریه انجمن ژونس موزیکال ایران» مدیریت و منتشر نمود.
او پس از انقلاب ۱۳۵۷ ایران با دریافت حکم ممنوع‌الخروجی مواجه شد و در انزوا با سکته‌ای ناقص، بیمار شد. سرانجام با کمک دوستانش در اواخر سال ۱۳۶۲، اجازه خروج برای درمان به وی داده شد و برای معالجه راهی برلین شد.

## فعالیت‌های هنری و اجرایی
از جمله فعالیت‌های هنری و اجرایی سعدی حسنی به موارد زیر می‌توان اشاره کرد:
- تهیه و اجرای برنامه رادیویی «موسیقی کلاسیک»
- بنیانگذار «انجمن ژونس موزیکال ایران»
- نخستین مدیر عامل «تالار رودکی تهران»
- از پایه‌گذاران «انجمن فیلارمونیک تهران»
- مدیریت «نشریهٔ انجمن ژونس موزیکال ایران»[۶]
- نویسنده متن اپرای «دلاور سهند» (ساخته احمد پژمان) همراه با منوچهر شیبانی
- نویسنده نمایش‌نامه که به اپرای «آتوسا» (اثر توماس کریستین داوید) انجامید.

## تألیفات
- کتاب تاریخ موسیقی، جلد اول، ۱۳۳۰، جلد دوم، ۱۳۳۱ انتشارات صفی‌علی‌شاه[۷]
- کتاب تفسیر موسیقی، جلد اول، ۱۳۳۰، جلد دوم، ۱۳۳۱ انتشارات صفی‌علی‌شاه[۸]
- کتاب هفت نغمهٔ چنگ، ۱۳۳۳[۹] انتشارات صفی‌علی‌شاه[۱۰]
- مجموعه‌مقالات منتشرشده در مجلهٔ موسیقی
- مجموعه‌مقالات منتشرشده در مجلهٔ ژونس موزیکال
- مجموعه‌مقالات منتشرشده در مجلهٔ رودکی
- مجموعه‌مقالات منتشرشده در مجلهٔ مقام موسیقایی[۱۱]

## درگذشت
سعدی حسنی پس از یک دوره بیماری طولانی، در ۲۶ آذر ۱۳۶۵ در هامبورگ آلمان درگذشت.